# Michael J. Fox

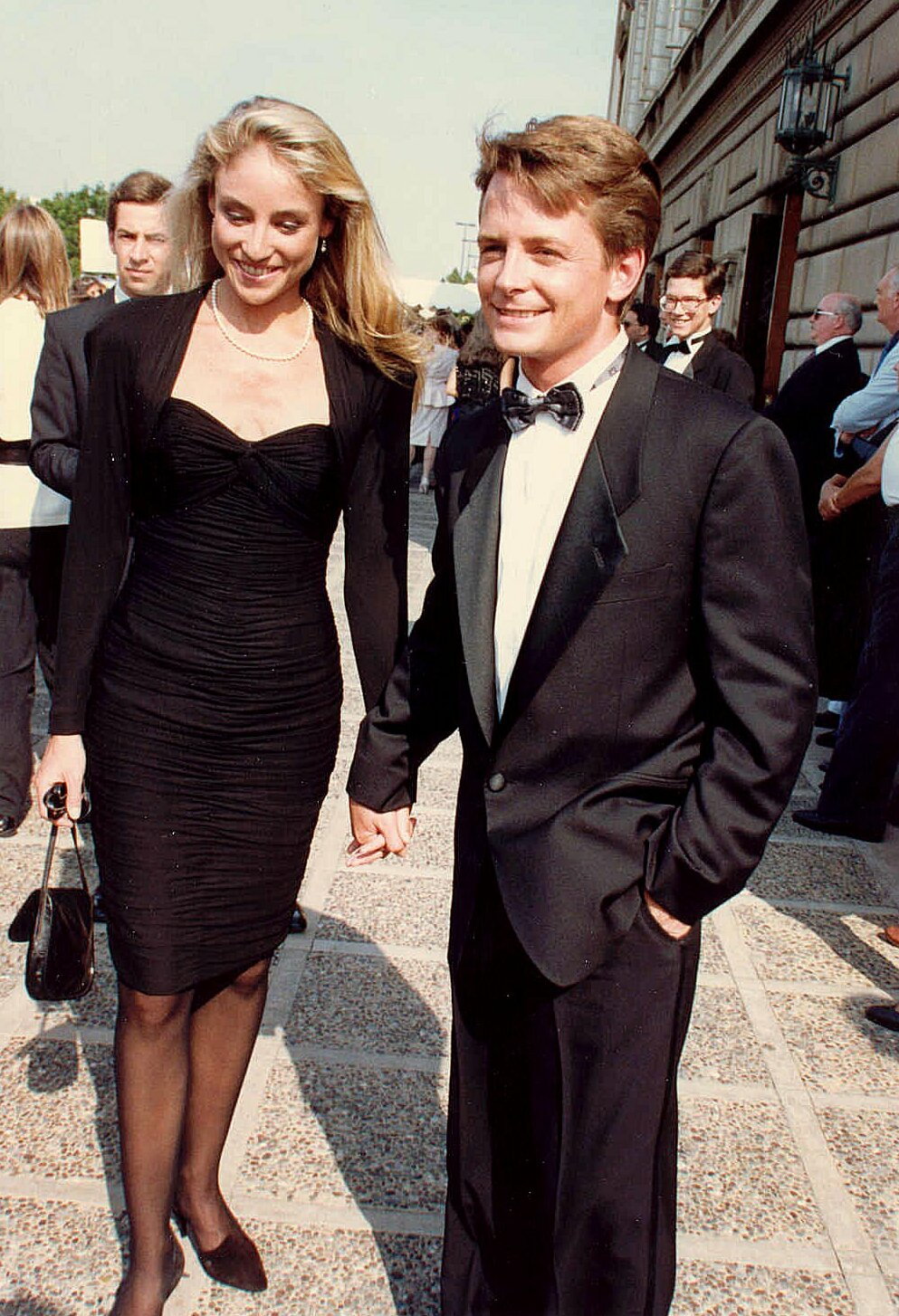
Michael J. Fox z żoną Tracy Pollan, 1988

Michael Andrew Fox, lepiej znany jako Michael J. Fox (ur. 9 czerwca 1961 w Edmonton) – kanadyjsko–amerykański aktor, producent filmowy, pisarz i aktywista. Odtwórca roli Marty’ego McFly w trylogii Powrót do przyszłości (1985–1990).
16 grudnia 2002 otrzymał własną gwiazdę w Alei Gwiazd w Los Angeles znajdującą się przy 7021 Hollywood Boulevard.

## Życiorys

### Wczesne lata
Urodził się w Edmonton w prowincji Alberta jako syn Phyllis Evelyn (z domu Piper) i Williama Nelsona Foxa. Jego ojciec był 25-letnim weteranem kanadyjskich sił zbrojnych, który później został dyspozytorem policji, podczas gdy matka była urzędniczką płacową i aktorką. Jego rodzina miała pochodzenie irlandzkie, angielskie i szkockie. Jego rodzina mieszkała w różnych miastach i miasteczkach w całej Kanadzie ze względu na karierę ojca, zanim w 1971 przeniosła się do Burnaby. Fox ukończył Burnaby Central Secondary School.

### Kariera
W wieku 15 lat przyjął rolę Jamiego Romano, 12-letniego młodszego siostrzeńca Leo w sitcomie CBC Leo i ja (1978). W 1979 przeniósł się do Los Angeles, by dalej rozwijać karierę aktorską. Wystąpił w komedii Szaleństwa o północy (1980) i dramacie sensacyjnym Marka L. Lestera Klasa 1984 (1982). Rozpoznawalność wśród telewidzów zyskał dzięki roli Alexa P. Keatona, najstarszego dziecka Stevena i Elyse Keatonów (Michael Gross i Meredith Baxter) w sitcomie NBC Więzy rodzinne (Family Ties, 1982–1989), za którą otrzymał cztery nagrody Primetime Emmy (1986–1988), srebrną nagrodę niemieckiego magazynu „Bravo” (1985), Nickelodeon Kids’ Choice Awards (1988) i Złoty Glob dla najlepszego aktora w serialu komediowym lub musicalu (1989). Do pewnego czasu, ze względu na swoją „chłopięcą urodę”, mimo dorosłego wieku, grał nastolatków. Zasłynął rolą Marty’ego McFly w trylogii Powrót do przyszłości, do której pierwotnie został zatrudniony Eric Stoltz. W 1991 był ósmym najlepiej opłacanym aktorem na świecie (z honorarium w wysokości 4 mln dol.) W tym samym roku lekarze zdiagnozowali u aktora chorobe Parkinsona. Mimo to przez kilka następnych lat nie wycofywał się z branży filmowej. Pojawił się w filmach Marsjanie atakują! (1996) oraz Ale jazda! (2002). Użyczył głosu tytułowym postaciom w filmach Stuart Malutki (1999) i Atlantyda. Zaginiony ląd (2001).
W 2000 oznajmił, że z powodu choroby Parkinsona opuści serial Spin City, w którym grał główną rolę. Od tego roku zaangażował się w działalność na rzecz wykorzystania komórek macierzystych w leczeniu tej choroby. Wolne chwile spędza na pisaniu – napisał autobiografię Lucky Man („Szczęśliwy facet”), w której opisuje swoje przejścia z chorobą; w 2003 r. napisał pilotażowy odcinek do serialu Hench at Home. Ostatnią książkę pt. Always Looking Up: The Adventures of an Incurable Optimist („Nieuleczalny Optymista: Zawsze patrząc w górę.”) wydał w 2009. Zagrał jeszcze w kilku filmach, m.in. w serialu „The Michael J. Fox Show”, w którym zagrał prezentera telewizyjnego cierpiącego na chorobę Parkinsona. W 2023 powstał o nim film biograficzny „Nieustannie: Historia Michaela J. Foksa” (ang. Still: A Michael J. Fox Movie) zrealizowany przez Apple TV+. 

## Życie prywatne
W 1988 ożenił się z aktorką Tracy Pollan, z którą ma czwórkę dzieci: syna Sama Michaela (ur. 30 maja 1989) oraz trzy córki – bliźniaczki Schuyler Frances i Aquinnah Kathleen (ur. 15 lutego 1995) i Esmé Annabelle (ur. 3 listopada 2001). 
Na początku 2025 wspólnie z Magikiem Johnsonem, został odznaczony przez prezydenta Joe Bidena Prezydenckim Medalem Wolności.

## Odznaczenia
- Officer Orderu Kanady – nadanie 2010, wręczenie 2011[12][13]
- Prezydencki Medal Wolności – Stany Zjednoczone, 2025[14][15][16]

## Filmografia

### Aktor
- Leo and Me (1976) jako Jamie
- Statek miłości (1977–1986, The Love Boat) jako (gościnnie (1983))
- Letters from Frank (1979) jako Ricki
- Szaleństwa o północy (1980, Midnight Madness) jako Scott
- Palmerstown, U.S.A. (1980–1981) jako Willy-Joe Hall
- Trouble in High Timber Country (1980) jako Thomas Elston
- Klasa 1984 (1982, Class of 1984) jako Arthur
- Więzy rodzinne (1982–1989) jako Alex P. Keaton
- High School U.S.A (1983) jako Jay-Jay Manners
- The Homemade Comedy Special (1984) jako Gospodarz
- Powrót do przyszłości (1985, Back to the Future) jako Marty McFly
- Trujący bluszcz (1985, Poison Ivy) jako Dennis Baxter
- Nastoletni wilkołak (1985, Teen Wolf) jako Scott Howard
- Family Ties Vacation (1985) jako Alex P. Keaton
- Tajemnica mojego sukcesu (1987, The Secret of My Succe$s) jako Brantley Foster / Carlton Whitfield
- Światłość dnia (1987, Light of Day) jako Joe Rasnick
- Bright Lights, Big City (1988) jako Jamie Conway
- Mickey’s 60th Birthday (1988) jako Alex P. Keaton
- Powrót do przyszłości II (1989, Back to the Future Part II) jako Marty McFly/Marty McFly Jr./Marlene McFly
- Ofiary wojny (1989, Casualties of War) jako Eriksson
- Powrót do przyszłości III (1990, Back to the Future Part III) jako Marty McFly/Seamus McFly
- Sex, Buys & Advertising (1990)
- Reach For the Stars 1990: The Official Boston Bruins Video (1990) jako narrator
- Sekrety trylogii: Powrót do przyszłości (1990, The Secrets of the Back to the Future Trilogy)
- The Trap (1991)
- Doktor Hollywood (1991, Doc Hollywood) jako dr Benjamin Stone
- Ciężka Próba (1991, The Hard Way) jako Nick Lang
- Blast 'Em (1992)
- Pieniądze albo miłość (1993, For Love or Money) jako Doug Ireland
- Niezwykła podróż (1993, Homeward Bound: The Incredible Journey) jako Chance
- Mikey i ja (1993, Life with Mikey) jako Michael Chapman
- Where the Rivers Flow North (1994) jako Clayton Farnsworth
- Don’t Drink the Water (1994) jako Axel Magee
- Sknerus (1994, Greedy) jako Daniel McTeague
- Prezydent: Miłość w Białym Domu (1995, The American President) jako Lewis Rothschild
- Zimnokrwisty (1995, Coldblooded) jako Tim Alexander
- Brooklyn Boogie (1995, Blue in the Face) jako Pete Maloney
- Przerażacze (1996, The Frighteners) jako Frank Bannister
- Daleko od domu 2: Zagubieni w San Francisco (1994, Homeward Bound II: Lost in San Francisco) jako Chance
- Marsjanie atakują! (1996, Mars Attacks!) jako Jason Stone
- Spin City (1996–2002) jako Michael „Mike” Flaherty (1996–2000)
- Jestem twym dzieckiem (1997, I Am Your Child)
- Stuart Malutki (1999, Stuart Little) jako Stuart Malutki (głos)
- Atlantyda. Zaginiony ląd (2001, Atlantis – The Lost Empire) jako Milo James Thatcher (głos)
- Ale jazda! (2002, Interstate 60) jako Biznesmen
- Stuart Malutki 2 (2002, Stuart Little 2) jako Stuart Malutki (głos)
- Stuart Malutki 3: Trochę natury (2005, Stuart Little 3: Call of the Wild) jako Stuart Malutki (głos)
- Hoży doktorzy (2004), gościnnie, jako dr Kevin Casey
- The Magic 7 (2005) jako Marcel Maggot (głos)
- Orły z Bostonu (2006, Boston Legal) jako Daniel Post
- Żona idealna (2010–2015) jako Louis Canning
- The Michael J. Fox Show (2013–2014) jako Michael „Mike” Henry
- Designated Survivor (2018) jako Ethan West

### Producent
- Zimnokrwisty (1995, Coldblooded)

### Reżyser
- The Trap (1991)
- Opowieści z krypty (1989–1996, Tales from the Crypt)

### Scenarzysta
- Hench at Home (2003)

## Publikacje
- Michael J. Fox: Lucky Man: A Memoir. Nowy Jork: Hyperion, 2002, s. 288. ISBN 978-0-7868-6764-6.
- Michael J. Fox: Always Looking Up: The Adventures of an Incurable Optimist. Nowy Jork: Hyperion, 2009, s. 288. ISBN 978-1-4013-0338-9.
- Michael J. Fox: A Funny Thing Happened on the Way to the Future: Twists and Turns and Lessons Learned. Nowy Jork: Grand Central Publishing, 2010, s. 112. ISBN 978-1401323868.
- Michael J. Fox: No Time Like the Future: An Optimist Considers Mortality. Nowy Jork: Flatiron Books, 2020, s. 256. ISBN 978-1-2502-6561-6.